# Огризович, Слава
Слава Огризович-Вринянин (сербохорв. Слава Огризовић-Врињанин / Slava Ogrizović-Vrinjanin; 15 сентября 1907, Зворник — 18 октября 1976, Загреб) — югославская журналистка, писательница и политик, участвовавшая в Народно-освободительной войне Югославии.

## Биография
Родилась 15 сентября 1907 года в Зворнике. Мать — вдова чиновника, воспитывала десять детей. Окончила Загребскую гимназию, поступила на философский факультет, но затем бросила учёбу из-за недостатка средств. Работала служащей в банке, затем на частных предприятиях и заводах. Вступила в рабочее движение, была участницей стачек и забастовок. Входила в ряд таких организаций, как Союз банковских, страховых, торговых и промышленных чиновников Югославии; Общество женщин с университетским образованием; Общество хорватских писателей и Общество женского образования. Сотрудничала с подпольными коммунистическими организациями.
В 1936 году Слава вышла замуж за преподавателя математики Богдана Огризовича, который также сотрудничал с революционным движением. С 1940 года член Коммунистической партии Югославии. После оккупации и раздела Югославии продолжила свою революционную антифашистскую деятельность в Загребе. 2 июля 1943 года Богдана арестовали усташи, и в течение следующих месяцев Слава безуспешно сотоварищи пыталась освободить своего мужа. 20 декабря 1943 года Богдан был казнён в Загребе, а в январе 1944 года Слава ушла к партизанам. Ранее она помогала доставлять им припасы, а также агитировала за переход граждан на сторону партизан.
После войны Слава работала в Женском антифашистском фронте, затем была начальницей Министерства по социальному обеспечению, секретарём издательства «Југословенска књига», директором филиала Народного банка Югославии, редактором отдела передач о Народно-освободительной войне на Загребском радио. Входила в пленум Социалистического союза трудового народа Хорватии.
Скончалась 18 октября 1976 года в Загребе. Награждена рядом орденов и медалей.

## Публицистика
Свою первую книгу «Рација» опубликовала в 1951 году, после чего работала редактором различных сборников и издала ещё несколько книг. Её последнюю книгу «Загреб се бори» в 1977 году издала её дочь Вишня уже после смерти Славы.
- «Рација: записи из Народноослободилачке борбе». Загреб 1951.
- «Људи и догађаји који се не заборављају» (шест томова). Загреб, 1953—1956.
- «Народни херој Јосип Краш». Загреб, 1955.
- «Били смо јачи». Загреб, 1958.
- «Били смо партизани». Загреб, 1960.
- «Одмазда». Београд, 1961.
- «Загреб се бори». Загреб, 1977.